# Camptoscaphiella hilaris
Camptoscaphiella hilaris är en spindelart som beskrevs av Brignoli 1978. Camptoscaphiella hilaris ingår i släktet Camptoscaphiella och familjen dansspindlar.
Artens utbredningsområde är Bhutan. Inga underarter finns listade.